# ۱۳۹۷ (میلادی)
۱۳۹۷ (میلادی) هزار و سیصد و نود و هفتمین سال تقویم میلادی است.

## درگذشتگان
‎